# Dynaspidiotus degeneratus
Dynaspidiotus degeneratus är en insektsart som först beskrevs av Leonardi in Berlese och Leonardi 1896.  Dynaspidiotus degeneratus ingår i släktet Dynaspidiotus och familjen pansarsköldlöss. Inga underarter finns listade i Catalogue of Life.